# Phyllotrochalus pentaphyllus
Phyllotrochalus pentaphyllus är en skalbaggsart som beskrevs av Louis Burgeon 1943. Phyllotrochalus pentaphyllus ingår i släktet Phyllotrochalus och familjen Melolonthidae. Inga underarter finns listade i Catalogue of Life.